# 鲑鲈属
鲑鲈属（学名：Percopsis）是鲑鲈科的一属。

## 下属物种
本属包括以下物种：
- 鮭鱸 Percopsis omiscomaycus (Walbaum, 1792)
- 沙鮭鱸 Percopsis transmontana (Eigenmann & Eigenmann, 1892)